# 4 г. пр.н.е.
4 (четвърта) година преди новата ера (пр.н.е.) е обикновена година, започваща във вторник или обикновена година, започваща в сряда по юлианския календар.

## Събития

### В Римската империя
- Консули на Римската империя са Гай Калвизий Сабин и Луций Пасиен Руф. Суфектконсули стават Гай Целий Руф и Гай Сулпиций.

#### Юдея
- След смъртта на Ирод Велики, царството му е разделено, а населението възстава. Ирод Архелай става етнарх на Юдея, Самария и Идумеи; Ирод Антипа става тетрарх на Галилея и Перея, a Филип тетрарх на земите източно от река Йордан.[1]
- Управителят на провинция Сирия Публий Квинтилий Вар повежда три легиона от Антиохия към Йерусалим, за да възстанови реда. Бунтът е потушен, а 2000 бунтовници са разпънати на кръст.[2]

## Родени
- Луций Аней Сенека, римски философ и държавник (умрял 65 г.)[notes 1][3]
- Исус Христос[notes 2][4]

## Починали
- Ирод Велики, римски клиент цар на Юдея
- Антипатър, син на Ирод Велики
- Малтака, съпруга на Ирод Велики и майка на Ирод Архелай и Ирод Антипа
- Марк Тулий Тирон, освободен роб на Цицерон

Бележки:
1. ↑  Точната година на раждане не е сигурна, но се счита, че попада в периода от 4 г. пр.н.е до 1 г.
2. ↑  Точната година на раждане не е сигурна, но се счита, че попада в периода от 6 до 4 г. пр.н.е